# Orgilus achterbergi
Orgilus achterbergi är en stekelart som beskrevs av Taeger 1989. Orgilus achterbergi ingår i släktet Orgilus och familjen bracksteklar. Inga underarter finns listade i Catalogue of Life.